# Президентські вибори в Киргизстані 2005
Президентські вибори відбулись у Киргизстані 10 липня 2005 року

## Результати
Підсумки Президентських виборів у Киргизстані (2005)
| Кандидати           | Голосів   | %     |
| ------------------- | --------- | ----- |
| Курманбек Бакієв    | 1 312 174 | 88.63 |
| Турсунбай Бакірулу  | 56 065    | 3.87  |
| Акбарали Айтікеєв   | 52 671    | 3.6   |
| Жапар Джекшеєв      | 13 821    | 0.9   |
| Токтайим Умоталієва | 8 111     | 0.6   |
| Кенешбек Душебаєв   | 7 424     | 0.5   |
| Проти всіх          | 12 771    | 0.9   |
| Разом (%)           |           | 100.0 |